# Omar Sissoko
Pour les articles homonymes, voir Sissoko.
Omar Sissoko, né le 18 août 2006 à Poissy, est un footballeur français évoluant au poste d’attaquant au Paris FC.

## Biographie

### Formation à Créteil et arrivée au Paris FC
Formé à l’US Créteil, Omar Sissoko rejoint le Paris FC en juin 2022 afin d’intégrer le centre de formation du club francilien. Rapidement surclassé, il évolue en U19 Nationaux puis en National 3, où il inscrit un but dès la saison 2022-2023. 
À l’été 2023, il s’illustre lors du tournoi européen des centres de formation de Ploufragan, l’une des compétitions de jeunes les plus réputées en France. Avec le Paris FC, il contribue à la victoire finale face à l’AS Saint-Étienne après une longue séance de tirs au but (8-7), délivrant notamment une passe décisive pour Zakaria Kahldi en finale et marquant en demi-finale contre Nice. À l’issue du tournoi, il est élu meilleur espoir de la compétition.
Ses performances attirent l’attention des observateurs et lui valent de signer, le 6 juin 2023, un contrat stagiaire avec le Paris FC, prolongé jusqu’en 2026. Promu en équipe professionnelle, il fait ses débuts en Ligue 2 au cours de la saison 2023-2024. Le 12 août 2023, lors de la deuxième journée face à l'USL Dunkerque, il inscrit son premier but en professionnel seulement huit minutes après son entrée en jeu.
Il fait ses débuts professionnels le 19 août 2023 lors d’un match de Ligue 2 perdu face au Pau FC (2-0). Le 24 août 2024, il paraphe son premier contrat professionnel jusqu’en 2027.

### Prêt au Pau FC
Le 19 août 2025, Omar Sissoko rejoint le Pau FC pour la saison 2025-2026, dans le cadre d'un prêt sans option d'achat. Sissoko remplace Taïryk Arconte dans l'effectif du club béarnais.

### Parcours en sélection
Né en France et d’origine malienne, Omar Sissoko choisit de représenter les moins de 19 ans français. Il honore ses premières sélections en 2024, inscrivant deux buts lors d’une série de matchs amicaux.

## Vie personnelle
En 2024, Sissoko apparaît au cinéma dans le film Quatre Zéros réalisé par Fabien Onteniente. Il est recommandé pour ce rôle par l’ancien international Raí, copropriétaire du Paris FC, qui l’avait remarqué lors du Tournoi Européen U21 de Ploufragan 2023, où il avait été désigné meilleur joueur.